# Altes Schloss Waldthurn

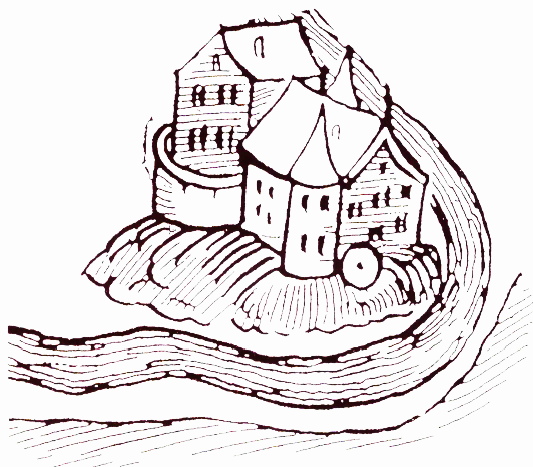
Altes Schloss Waldthurn nach der Karte des Christoph Vogel um 1600

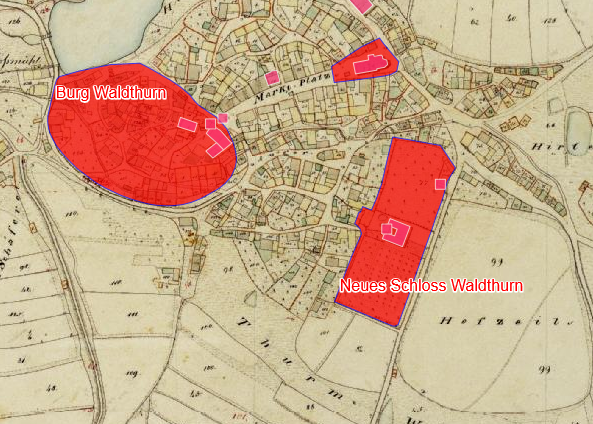
Lageplan von Burg Waldthurn und des Neuen Schlosses Waldthurn auf dem Urkataster von Bayern

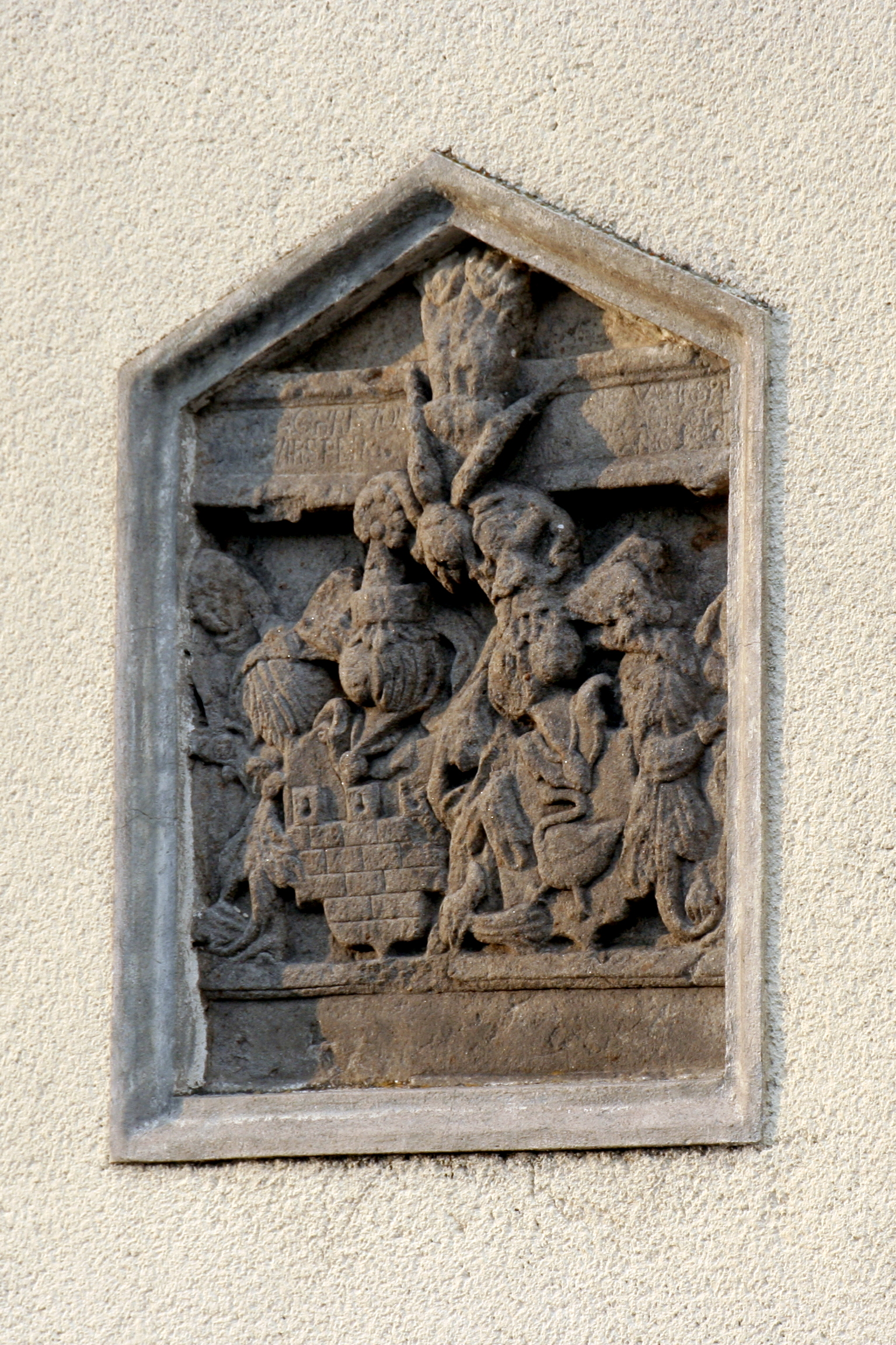
Allianzwappen der Wirsberger und Schwanberger (Vohenstraußer Straße 10)

Das abgegangene Alte Schloss Waldthurn war die früheste Ansiedlung der Waldthurner in Waldthurn im Oberpfälzer Landkreis Neustadt an der Waldnaab in Bayern. Die Anlage wird als Bodendenkmal unter der Aktennummer D-3-6339-0054 im Bayernatlas als „archäologische Befunde der abgegangenen mittelalterlichen Burg Waldthurn“ geführt. 

## Geschichte
Der staufische Ministeriale Friedrich von Waldthurn begann um 1213 mit dem Bau der Burg, die vermutlich 1215 fertiggestellt wurde.
Aus einem Kopialbuch des Klosters Waldsassen stammt von 1217 die erste urkundliche Nennung von Waldthurn. Das Alte Schloss befand sich am westlichen Ende des heutigen Marktes Waldthurn auf einer zur Luhe abfallenden Anhöhe. Es war mit Mauern und Gräben befestigt. Die Waldthurner Straßenbezeichnung „Schloßgraben“ verweist heute noch auf die Lage des Schlosses.
Im Saalbuch des Jörg und Hans Tobias von Waldau von 1535 ist eine Beschreibung des Schlosses enthalten:

„Das Schloß Walturn mit Mauern und Gräben, mit den neuen Häuslein vor der Brucken, samt den Vorhöfen und der Tafern, den Städeln und Kellern, die auch in den Vorhof liegen, der Maierhof unter dem Schloß, der mit seinen Zugehörungen umfangen ist. Eine gemauerte Schafhütte und dem Schafhaus, eine freie Mühl und Sägmühl, die unvererbt sind. Das Bad, das vor Zeiten der Gemein gehörte, ein freies Brauhaus, sowie das Amthaus, das zwischen der Tafern und dem unteren Tor liegt.“

Das Schloss war auch Sitz der den Waldthurnern nachfolgenden Wirsberger, die hier bis 1647 residierten. 1656 heißt es von dem Schloss „ist ganz ruiniert und eingefallen“.
Von den nächsten Besitzern, der Familie Lobkowitz, wurde ab 1666 an anderer Stelle des Ortes das Neue Schloss Waldthurn errichtet. Beim Bau des neuen Schlosses wurde das alte Schloss demoliert, und vor allem die Tor- und Fenstergewände wurden für den Neubau verwendet. Eventuell kam dabei auch der Wirsberger Wappenstein, der zuvor in der Gartenmauer eingesetzt war, zum Neuen Schloss. Er zeigt links unten das Wirsberger Wappen und daneben das Schwanbergwappen. Der darüber befindliche Schriftbalken zeigt einen Engelkopf und die stark verwitterte Inschrift „Georg Christoph Wirsberg“. Dieser war verheiratet mit „Salome von Schwanberg“ und herrschte in Waldthurn zwischen 1593 und 1623.
1743 stand von dem alten Schloss nur mehr der Turm ohne Bedachung. Im 18. Jahrhundert wurde der Schlossgraben aufgefüllt und im 19. Jahrhundert bebaut.